# Xenagama wilmsi
Espèce
Xenagama wilmsi est une espèce de sauriens de la famille des Agamidae.

## Répartition
Cette espèce est endémique d'Éthiopie.

## Description
Les mâles mesurent jusqu'à 96,5 mm de longueur standard.

## Étymologie
Cette espèce est nommée en l'honneur de Thomas M. Wilms.

## Publication originale
- Wagner, Mazuch & Bauer, 2013 : An extraordinary tail – integrative review of the agamid genus Xenagama. Journal of Zoological Systematics and Evolutionary Researchvol. 51, no 2, p. 144--164.